# Michel Ocelot
Michel Ocelot (nascido em 27 de outubro de 1943 em Villefranche-sur-Mer) é um animador francês. Embora nascido na França, passou a maior parte de sua infância na Guiné.

## Vida
- Em 1998, ficou internacionalmente conhecido devido ao sucesso surpreendente de seu premiado filme, Kiriku e a Feiticeira, baseado em um conto de fadas africano. Inspirado na técnica de papercutting de Lotte Reiniger, quis criar seus próprios filmes. Em 1982, recebeu seu primeiro prêmio César por seu curta La Légende du pauvre bossu (A lenda do corcunda pobre). Kiriku e a feiticeira, seu primeiro longa-metragem, ganhou, em 1999, um prêmio no Festival de Animação Annecy. Esse foi seguido de Kiriku e os animais selvagens, uma variação do primeiro filme. Azur e Asmar, de 2006, foi a primeira animação de Ocelot feita em computador. No ano de 2007, ele filmou o vídeo de Björk Earth Intruders. Sua última produção de Animação 3D, Kiruki e os homens e as mulheres, celebrou sua estreia na Alemanha em 2013 no Trickfilmfestival (Festival de Filmes de Animação) de Stuttgart.
- Foi presidente da International Animated Film Association.

## Filmografia
Filmes que dirigiu:
- 1980: Les 3 inventeurs (curta)
- 1981: Les filles de l’égalité (curta)
- 1982: La légende du pauvre bossu (curta)
- 1983: La princesse insensible (série de televisão, uma temporada)
- 1987: Les quatre vœux du vilain et de sa femme (curta)
- 1989: Ciné si (série de televisão, três temporadas)
- 1992: Les contes de la nuit (TV)
- 1998: Kiriku e a Feiticeira (Kirikou et la sorcière)
- 2000: Principes e princesas (Princes et princesses)
- 2005: Kiriku e os animais selvagens (Kirikou et les bêtes sauvages)
- 2006: Azur e Asmar (Azur et Asmar)
- 2010: Dragons et princesses (série de televisão, dez temporadas)
- 2011: Les contes de la nuit

- 2012: Kiriku e homens e mulheres (Kirikou et les hommes et les femmes)